# Горшково (городской округ Истра)
Горшково — деревня в Лучинском сельском поселении Истринского района Московской области. Население — 2 чел. (2010).
Находится примерно в 15 км на юго-запад от Истры, высота над уровнем моря 188 м. Ближайший населённый пункт — почти примыкающий с севера посёлок Котово.

## Население
| 2002 | 2006 | 2010 |
| ---- | ---- | ---- |
| 4    | ↘3   | ↘2   |